# Crudia harmsiana
Crudia harmsiana är en ärtväxtart som beskrevs av De Wild.. Crudia harmsiana ingår i släktet Crudia, och familjen ärtväxter. Inga underarter finns listade i Catalogue of Life.